# Comuna Miclești, Vaslui
Miclești este o comună în județul Vaslui, Moldova, România, formată din satele Chircești, Miclești (reședința) și Popești.

## Așezare geografică
Localitatea Miclești este așezată în partea de nord a județului Vaslui, la limita cu județul Iași, în vecinătatea târgului Codăești. Față de municipiul Vaslui - reședința județului - se află la o depărtare de 25 km, iar față de Iași - vechea capitală a Moldovei - la 50 de km. Drumul național 24 care face legătura între cele două centre urbane traversează teritoriul comunei Miclești prin jumătatea de vest, iar drumul județean 244 E face legătura prin Boțești - Tătărăni cu municipiul Huși, aflat la o distanță de 30 de km.
În fiecare an în ziua de 21 mai (de Sfinții Împărați) are loc Festivalul folcloric „Movila lui Burcel”.

## Demografie
Componența etnică a comunei Miclești
     Români (89,31%)
     Alte etnii (0,09%)
     Necunoscută (10,59%)
Componența confesională a comunei Miclești
     Ortodocși (88,85%)
     Alte religii (0,42%)
     Necunoscută (10,73%)
Conform recensământului efectuat în 2021, populația comunei Miclești se ridică la 2.143 de locuitori, în scădere față de recensământul anterior din 2011, când fuseseră înregistrați 2.636 de locuitori. Majoritatea locuitorilor sunt români (89,31%), iar pentru 10,59% nu se cunoaște apartenența etnică. Din punct de vedere confesional, majoritatea locuitorilor sunt ortodocși (88,85%), iar pentru 10,73% nu se cunoaște apartenența confesională.

## Politică și administrație
Comuna Miclești este administrată de un primar și un consiliu local compus din 11 consilieri. Primarul, Petru Matei[*], de la Partidul Național Liberal, este în funcție din 1 noiembrie 2024. Începând cu alegerile locale din 2024, consiliul local are următoarea componență pe partide politice:
|  | Partid                          | Consilieri | Componența Consiliului | Componența Consiliului | Componența Consiliului | Componența Consiliului | Componența Consiliului |
|  | ------------------------------- | ---------- | ---------------------- | ---------------------- | ---------------------- | ---------------------- | ---------------------- |
|  | Partidul Național Liberal       | 5          |                        |                        |                        |                        |                        |
|  | Partidul Social Democrat        | 4          |                        |                        |                        |                        |                        |
|  | Alianța pentru Unirea Românilor | 1          |                        |                        |                        |                        |                        |
|  | Partidul PRO România            | 1          |                        |                        |                        |                        |                        |